# Heiligverklaring

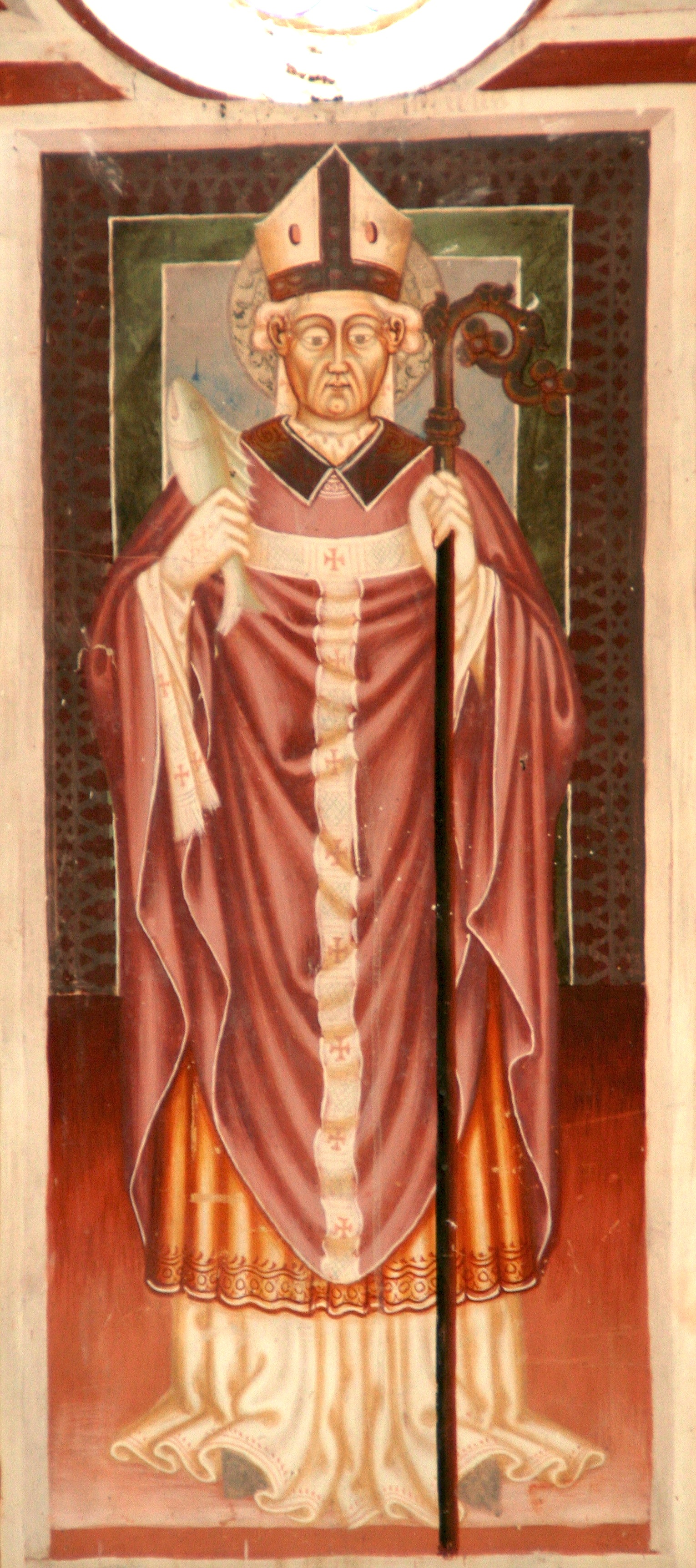
Ulrich van Augsburg, de eerste officieel gecanoniseerde heilige (993)

Een heiligverklaring of canonisatie (van het Griekse κανονίζω; kanonízō: "regelen, definiëren, legitimeren"), in het Latijn canonisatio, is in de Katholieke Kerk een kerkrechtelijk proces met als mogelijke uitkomst, dat de paus na grondig onderzoek een gestorven persoon heilig verklaart. Dit proces volgt op de zaligverklaring (Lat.: beatificatio), meestal na betrekkelijk korte tijd. Daarbij bestaan twee mogelijkheden: ofwel de paus erkent dat een dienaar Gods sinds onheuglijke tijden een publieke verering heeft genoten (beatificatio aequipollens) of – zoals meestal het geval is – de paus verklaart formeel dat iemand die verering toekomt, omdat hij de hemelse glorie deelachtig is geworden (beatificatio formalis). De heilige wordt ingeschreven in de canon, de lijst der heiligen, en mag dan in de hele Kerk algemeen en openbaar vereerd worden.

## Geschiedenis
In de vroege christelijke Kerk werden, behalve Jezus en de maagd Maria, uitsluitend martelaren vereerd, onder andere door op hun naamdag nabij hun graf, soms een tombe, de mis te celebreren, zoals bijvoorbeeld ook in de catacomben in Rome. Voorbeelden van vroege martelaren, die als heiligen vereerd werden, zijn Stefanus (de eerste martelaar na Jezus, Handelingen 7:58-60), Ignatius van Antiochië, Catharina van Alexandrië, de martelaren van het Thebaanse Legioen en Ursula van Keulen en haar 11.000 maagden. Vanaf de 4e eeuw werden ook in sommige gevallen belijders, gelovigen die geen marteldood gestorven waren, waardig geacht vereerd te worden. Voorbeelden van vroege belijders zijn Efrem de Syriër, Hilarius van Poitiers en Servaas van Maastricht (allen 4e eeuw).
In de middeleeuwen was een officiële heiligverklaring door de paus niet gebruikelijk. In veel gevallen ontwikkelde zich de verering van een lokale heilige spontaan. Dit betrof meestal een plaatselijke missionaris, bisschop of in sommige gevallen een koning of ander staatshoofd. De canonisatie werd in die gevallen verricht door één of meer bisschoppen, die de relieken van de heilige lieten opgraven en in een reliekschrijn lieten plaatsen, dat vervolgens tijdens een plechtige mis ter verering op of in een altaar werd geplaatst. Dit proces wordt de elevatio genoemd, de "verheffing" der relieken. Een variant hierop is de translatio, de overplaatsing der relieken in een plechtige processie naar een andere plaats. Een voorbeeld hiervan is de translatio van de relieken van de heilige Lambertus van Maastricht van Sint Pieter (Maastricht) naar Luik, waarschijnlijk in 717.
Vanaf de 11e eeuw werd geprobeerd in zulke gevallen alsnog canonisatie van de paus te verkrijgen. Dit was bijvoorbeeld het geval bij de heiligverklaring van Karel de Grote door keizer Frederik I Barbarossa en Reinald van Dassel in 1165, waarbij de tegenpaus Paschalis III zijn instemming verleende. In sommige gevallen zijn vervalsingen geconstateerd. Zo heeft de officiële heiligverklaring van Heribert van Keulen door een zekere paus Gregorius waarschijnlijk nooit plaatsgevonden.
De eerste die volgens de officiële, pauselijke canonisatieprocedure heilig werd verklaard, was Ulrich van Augsburg, die op 3 februari 993 door paus Johannes XV heilig verklaard zou zijn. De laatste, die door een andere autoriteit dan de paus werd heilig verklaard, was Walter van Pontoise, die in 1153 door de aartsbisschop van Rouen werd heilig verklaard.
Op 22 januari 1588 stelde paus Sixtus V de Sacra Rituum Congregatio in, de Heilige Congregatie voor de Riten ofwel de "Ritencongregatie", die vanaf dat moment alle heilig- en zaligverklaringen zou behandelen.
Op 8 mei 1969 voerde paus Paulus VI een reorganisatie door, waarbij de taken van de Ritencongregatie werden gesplitst en de Congregatie voor de Heilig- en Zaligsprekingsprocessen zich voortaan zou bezighouden met heilig- en zaligverklaringsprocessen. In het nieuwe kerkelijk wetboek, dat in 1983 tijdens het pontificaat van paus Johannes Paulus II werd ingevoerd, werden de regels voor heiligverklaring aanzienlijk versoepeld. Zo verdween de functie van advocaat van de duivel die tot taak had uitsluitend tegenargumenten tegen een eventuele heiligverklaring naar voren te brengen. Tijdens zijn pontificaat (1978-2005) heeft Johannes Paulus II 482 personen heilig verklaard, meer dan tijdens de 23 voorafgaande pontificaten, sinds de instelling van de Ritencongregatie in 1588.

## Procedure
Aan de plechtige heiligverklaring door de paus gaat een langdurig en uitvoerig onderzoek vooraf. Hierbij spelen verscheidene criteria een rol, zoals het plaatsvinden van wonderen op voorspraak van de kandidaat-heilige. Het onderzoek naar de deugden van de overledene begint in het algemeen op diocesaans niveau, waarbij de bisschop meestal gehoor geeft aan een petitie van gelovigen. Aan de heiligverklaring gaan drie stadia vooraf: de verklaring tot Dienaar Gods, de verklaring van eerbiedwaardigheid en de zaligverklaring.
Een misvatting is dat met een heiligverklaring de Kerk een overledene tot de hemel verordonneert. Wel verkondigt de Kerk met een heiligverklaring haar vertrouwen, dat de betreffende persoon de nabijheid van God bereikt heeft, waar hij of zij tot voorspraak van de gelovigen is. De Kerk bidt om die reden niet langer vóór, maar mét deze overledene, waarbij, volgens de Catechismus van de Katholieke Kerk, "de pelgrimerende Kerk zich in haar gebed verenigt met het gebed van de heiligen, wier voorspraak zij inroept." De canonisatie door de paus houdt tevens in dat de heilige in het openbaar vereerd mag worden en dat zijn of haar naam wordt opgenomen in de heiligenkalender.
In het jaar 1997 werden ca. 1500 zalig- en heiligverklaringsprocedures behandeld. De kosten worden doorgaans gedragen door het bisdom of de kloosterorde die de procedure aanhangig heeft gemaakt. Voor armere kerkprovincies bestaat een subsidieregeling.

## Andere kerkgenootschappen
Heiligverklaringen komen ook voor in de Oosters-orthodoxe Kerken. In de Anglicaanse Kerk worden alleen die heiligen vereerd, die vóór de Act of Supremacy (1534) tot de canon der heiligen behoorden. Binnen het protestantisme is er geen proces van heiligverklaring, omdat het bidden tot personen, anders dan God zelf, er gezien wordt als afgoderij.